# Negro Folk Songs
Negro Folk Songs (o Negroe Folksongs Sung by Lead Belly) è un album discografico del musicista blues statunitense Lead Belly, registrato nel 1943 e pubblicato nel 1946 dalla Disc Records.

## Descrizione
Nel 1943 Lead Belly aveva inciso e pubblicato due album e vari singoli con il produttore Moe Asch e la sua etichetta Asch Recordings. Nell'ottobre di quell'anno, Lead Belly andò in studio e registrò altro materiale per Asch. Tuttavia, queste nuove tracce non furono pubblicate dalla Asch Recordings. Nel 1945 la Asch Recordings chiuse i battenti e Moe Asch si associò con Herbert Harris per fondare la Disc Records. Alla fine del 1945 la Disc Records rilevò tutto il catalogo arretrato della Asch Recordings. Asch vrebbe ristampato molti dei dischi di Lead Belly su questa nuova etichetta. Le canzoni inedite registrate anni prima furono quindi pubblicate per la prima volta in Negro Folk Songs (num. di catalogo Disc 660), in formato a tre dischi da 78 giri. Le note interne furono scritte da Fred Ramsey.
Molti brani brevi furono registrati come una traccia unica e quindi hanno lo stesso numero di matrice. A ogni numero di matrice venne assegnato il proprio lato di un disco.
Nel 1994 la Document Records pubblicò versioni rimasterizzate in digitale dei brani nella raccolta Leadbelly: Complete Recorded Works 1939–1947 in Chronological Order, Volume 3: October 1943 to 25 April 1944 (n. cat. DOCD-5228). In questo remaster, a ciascuno dei numeri di matrice è stata assegnata la propria traccia. Le sei tracce hanno lo scopo di rappresentare i sei lati dell'album.

## Tracce
Disco 1
1. Bring Me Lil Water Silvy – 0:51 – numero di matrice SC-275
2. Julie Ann Johnson – 0:41 – numero di matrice SC-275
3. Line 'Em – 0:58 – numero di matrice SC-275
4. Whoa, Back, Buck! – 1:26 – numero di matrice SC-275
5. Meeting at the Building – 1:02 – numero di matrice SC-273
6. Talking, Preaching – 0:58 – numero di matrice SC-273
7. We Shall Walk through the Valley – 1:22 – numero di matrice SC-273

Disco 2
1. Fiddler's Dram – 0:55 – numero di matrice SC-274
2. Yellow Girl – 0:54 – numero di matrice SC-274
3. Green Corn – 1:23 – numero di matrice SC-274
4. Cow Cow Yicky Yicky Yea – 1:33 – numero di matrice SC-270
5. Out on the Western Plains – 1:38 – numero di matrice SC-270

Disco 3
1. John Hardy – 4:18 – numero di matrice SC-272
2. Noted Rider – 1:29 – numero di matrice SC-271
3. Big Fat Woman – 1:20 – numero di matrice SC-271
4. Borrow Love and Go – 1:16 – numero di matrice SC-271